# ۱۷ (قمری)
۱۷ (قمری)، هفدهمین سال در گاهشماری هجری قمری است. اول محرم این سال برابر با بیست و ششم ژانویه سال ۶۳۸ میلادی است.

## رویدادها
- معاویه سپهسالار و مسئول خراج دمشق شد.
- توسعه مسجد النبی توسط خلیفه دوم
- ازدواج  زینب با عبدالله بن جعفر
- تاسیس شهر کوفه توسط سعد بن ابی‌وقاص
- اسکان شماری از خثعمیان در کوفه
- ساخت مسجد کوفه به پیشنهاد سلمان فارسی
- سفر عمر بن خطاب به دمشق برای مصالحه با حاکمان روم
- پیگیری فتوحات و فتح سرزمین های مدائن، جزیره ، اهواز ، شوشتر ، شوش ، رامهرمز